# Polo (indumento)

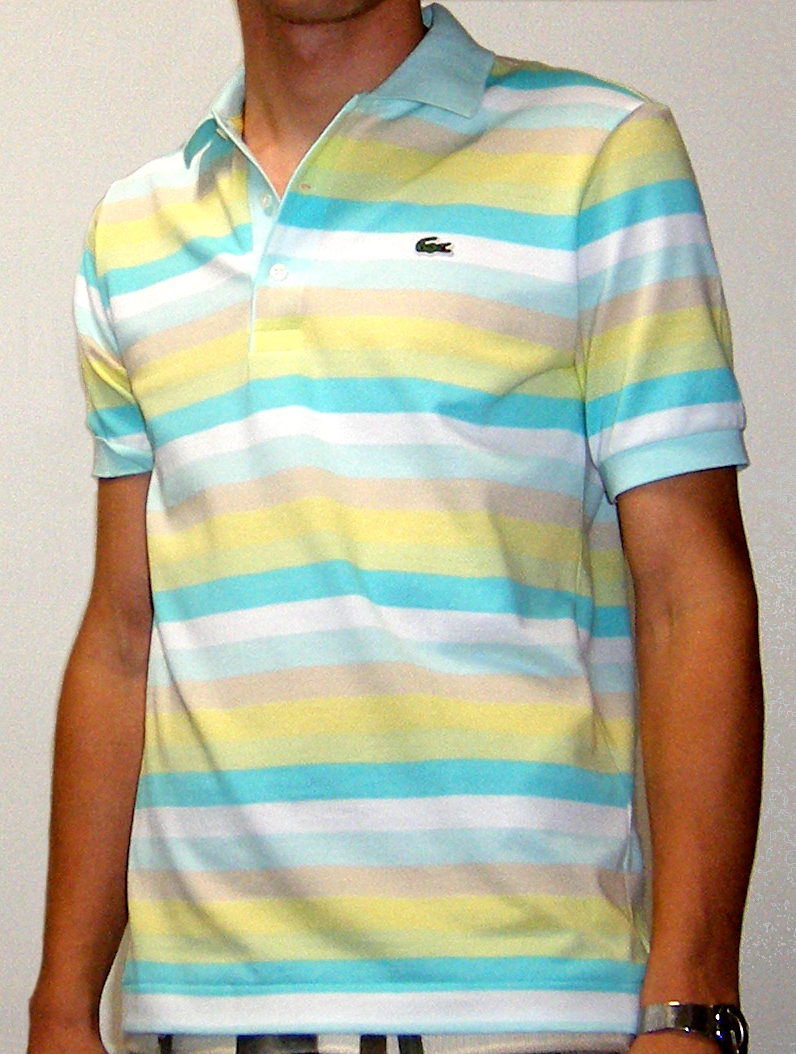
Un classico esempio di polo della marca Lacoste.

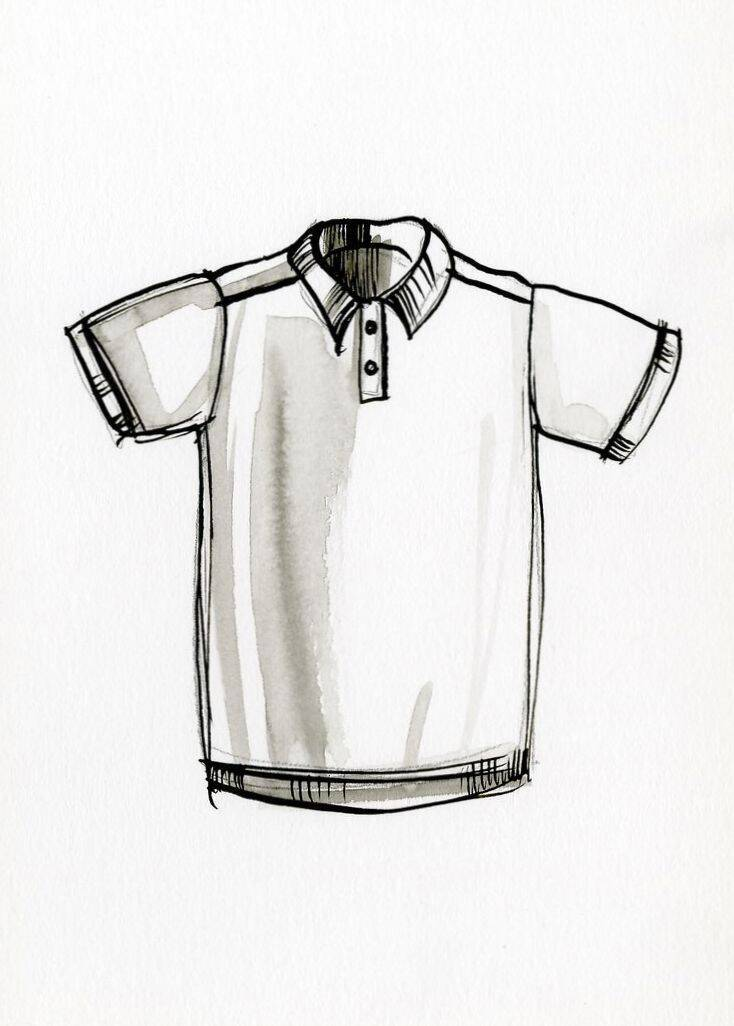
Disegno di una polo.

La polo, utilizzata originariamente dai giocatori di polo in India (da cui il nome), è un indumento dotato di un colletto chiuso da generalmente due o tre bottoni, e a volte dotato di un taschino. In alcuni casi i bottoni sono sostituiti da una cerniera, oppure non presenti affatto. Sono di solito realizzate in maglina con lavorazione a piqué di cotone thailandese o fibre sintetiche. Anche se i termini vengono usati raramente, è conosciuta anche come maglietta da tennis o da golf.

## Le origini della maglia Polo
Alla fine del XIX secolo si era diffuso un nuovo costume igienista, che supportava le attività all'aria aperta come salutari per l'Uomo.
La nobilità e la borghesia inglesi fanno propria questa nuova tendenza, che ben presto raggiunge Parigi e da lì si diffonde in tutta Europa, introducendo il termine sport (in italiano inizialmente "diporto") nel lessico internazionale. 
Con il diffondersi delle attività sportive cresce la necessità di un abbigliamento adeguato: nascono quindi capi adatti alla caccia, alla pesca e anche capi per le discipline che coinvolgono l'uso di cavalli. In particolare per l'equitazione si parla di pantaloni Jodhpur (pantaloni alla cavallerizza) e di polo.
I due capi di abbigliamento furono introdotti in Inghilterra dagli ufficiali inglesi di stanza in India, dove avevano appreso il gioco del polo. Il polo, nato in Asia centrale, successivamente giocato in Persia (attuale Iran), Tibet e Cina, fu introdotto in India dai conquistatori Musulmani nel XIII secolo. Fu proprio in India che gli ufficiali inglesi lo conobbero e ne rimasero subito coinvolti, tanto che il primo Polo Club fu fondato nel 1859 (mentre il Polo Club di Calcutta fu fondato nei primi anni 60 dell'Ottocento). Foto risalenti a quegli anni testimoniano già l'uso di maglie polo per i giocatori.

## L'introduzione della maglia polo nel Tennis
Nel XIX secolo e all'inizio del XX secolo, si giocava a tennis vestiti con pantaloni, giacca e cravatta. Ovviamente si trattava di un abbigliamento molto poco confortevole per lo sport.
Il tennista francese René Lacoste disegnò un nuovo tipo di abbigliamento consistente di una T-shirt (che lui chiamò jersey petit piqué) e che indossò per la prima volta nel 1926 
Lacoste prese l'idea di utilizzare questo tipo di maglia da quella già utilizzata dai giocatori di polo, che tra la fine dell'Ottocento e l'inizio del Novecento avevano importato il gioco dall'India. Il polo, presto adottato come sport di riferimento dagli aristocratici inglesi, facilitò l'introduzione e la diffusione della maglia polo come capo di stile. Dal 1927 Lacoste applicò il disegno di un piccolo coccodrillo sulle sue magliette, al punto che i giornali soprannominarono il tennista "l'alligatore".

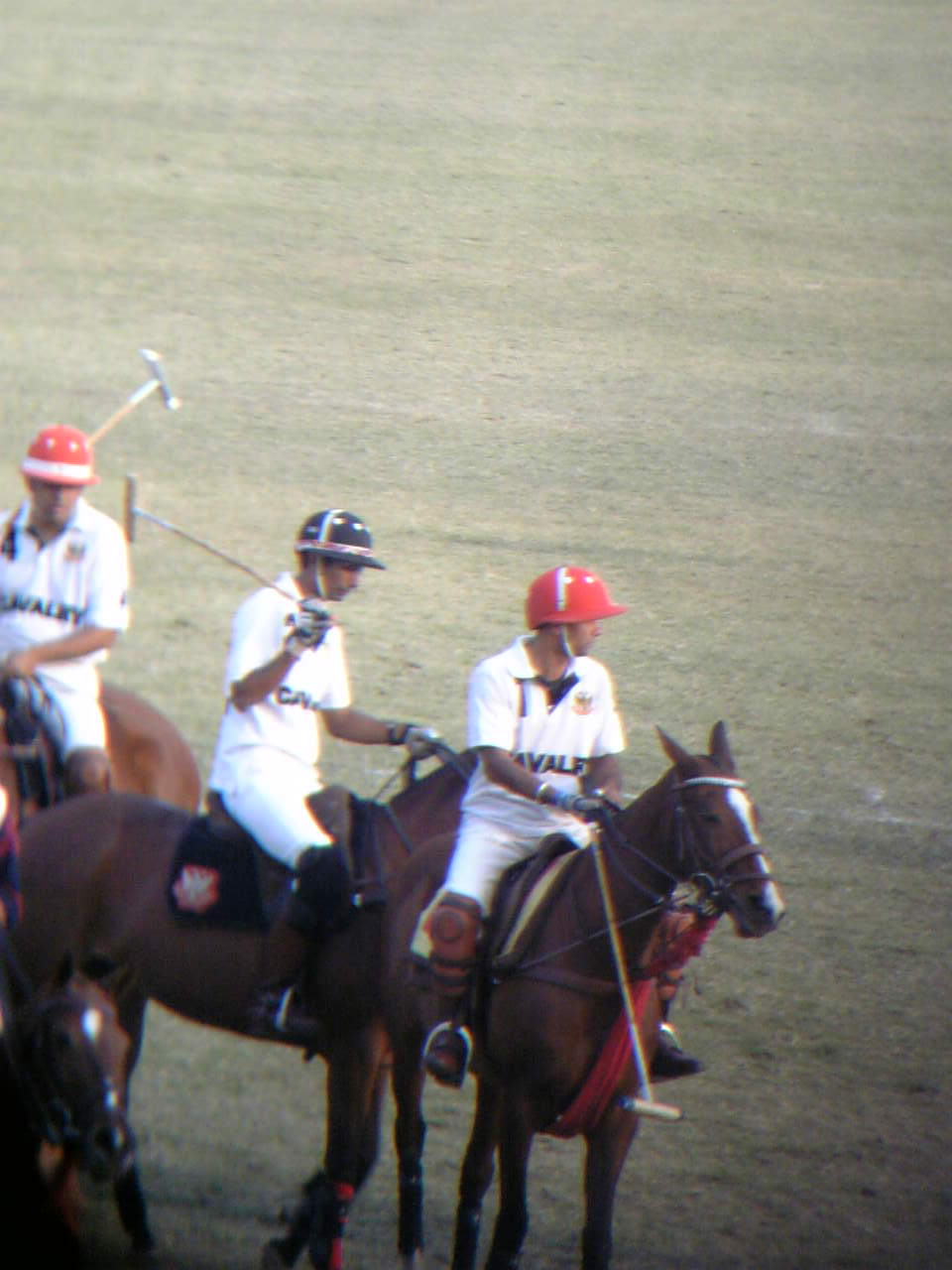
Giocatori di polo, con la caratteristica maglietta.

Nel 1933, dopo essersi ritirato dal tennis professionistico, Lacoste, insieme all'amico André Gillier, cominciò a commercializzare le proprie creazioni in Europa e America del Nord. Insieme formarono l'azienda Chemise Lacoste, il cui simbolo distintivo rimarrà negli anni proprio il piccolo coccodrillo cucito sulle magliette.

## La maglia polo dai campi di polo all'uso informale
Il termine polo in origine significava palla (dal tibetano "pula"), e fu presto esteso dal gioco alla maglia. Alla fine dell'Ottocento nelle occasioni più formali i giocatori di polo utilizzavano camicie a maniche lunghe come parte della divisa; poiché a quei tempi i colletti erano molto lunghi, durante il gioco spesso si sollevavano dando fastidio ai giocatori. Furono così aggiunti dei piccoli bottoni sulle punte dei colletti per fissarli alla camicia. Fu in occasione di una partita di polo nel 1896 che John Brooks notò lo stratagemma e lo introdusse nella produzione delle proprie camicie "button-down" . L'azienda dei fratelli Brooks produce tuttora questo tipo di camicia.
Già dagli anni cinquanta il termine polo era stato abbondantemente esteso a tutte le magliette utilizzate per il tennis. Nel 1972 Ralph Lauren (all'epoca Ralph Lifschitz) incluse le sue "polo shirt" come parte importante della sua nuova linea di moda chiamata, appunto, Polo, consacrando definitivamente l'abbinamento del nome con quel tipo di indumento. Nel corso degli anni le polo sono state adottate come divisa ufficiale anche nell'ambito del golf.
Nel 1985 La Martina, azienda argentina, si affaccia sul mercato; nata come produttore e fornitore di equipaggiamento tecnico per il gioco del polo, La Martina non solo produce selle e stivali, ma anche maglie polo per le squadre.
L'azienda è un punto di riferimento per le maglie polo perché oltre ad essere il fornitore ufficiale delle maglie della Federazione Internazionale Polo e del Guards Polo Club (il Club delle Guardie della Regina Elisabetta II d'Inghilterra) ha portato sul mercato le maglie conosciute come Replica, ovvere delle copie esatte delle maglie indossate dai giocatori sul campo di polo. Si tratta di maglie molto colorate, con loghi e grafiche molto curati e ricami con grandi numeri sulla schiena (il polo si gioca su campi molto grandi; i giocatori devono quindi essere riconoscibili anche sulle lunghe distanze).
Al giorno d'oggi l'uso delle polo è diffuso in tutto il mondo occidentale. In particolare, in situazioni/contesti dove non è richiesto un abbigliamento formale, ma dove un abbigliamento totalmente casual potrebbe comunque risultare fuori luogo, l'uso di una polo, a manica corta o a manica lunga, abbinata a dei pantaloni in tessuto è generalmente ritenuta una valida soluzione.